# Milionia phoenicina
Milionia phoenicina är en fjärilsart som beskrevs av Turner 1929. Milionia phoenicina ingår i släktet Milionia och familjen mätare. Inga underarter finns listade i Catalogue of Life.